# Shichi Obuchi
Shichi Obuchi, född 1847, död 1929, var en japansk affärsidkare.
Hon var dotter till en kvinnlig affärskvinna (sidenvävare). Hon betraktas som pionjären för sidenindustrin i Higashi-Mikawa-regionen i Aichi prefektur, och är ihågkommen som "modern till dupion-sidenproduktion" i staden Toyohashi. 
Hon etablerade en ny metod för att väva siden. År 1885 byggdes en sidenkvarn (senare känd som Itotoku Silk Mill) i Futagawa-cho, Atsumi-gun. Medan hon skötte Itotoku Silk Reel gjorde hon stora framsteg i utvecklingen av silkesupprullningsindustrin, som att främja bildandet av en branschorganisation i Higashi Mikawa-regionen.